# Tournée d'Enfoirés
Albums de Les Enfoirés
La Soirée des Enfoirés à l'Opéra
(1992)
Tournée d'Enfoirés est le nom du premier spectacle des Enfoirés et le titre de l'album live, enregistré le 13 novembre 1989 au Zénith de Paris, qui en découle.

## Histoire
Tournée d'Enfoirée est la première tournée organisée au profit des Restaurants du Cœur de Coluche, quatre ans après leur création. Elle se déroule du 6 au 14 novembre 1989 et réuni sur scène Véronique Sanson, Jean-Jacques Goldman, Michel Sardou, Eddy Mitchell et Johnny Hallyday, en représentations dans plusieurs villes de province, Lyon, Vitrolles, Montpellier, Bordeaux, Toulouse et Lille, ainsi qu'à Paris. Chacun des participants interprètent trois titres de son répertoire, puis participent à des duos. Le spectacle s'achève par la reprise par les cinq de La Chanson des Restos écrite par Jean-Jacques Goldman (et initialement parue, dans sa version originelle par d'autres interprètes, en 45 tours en 1986).
Présenté par Michel Berger, le concert est (dans une version réduite), diffusé sur France 2 en décembre 1989.
La notion des Enfoirés a vu le jour avec cette tournée et son appellation c'est depuis pérennisée pour nommer les artistes participants chaque années aux spectacles en faveur des Restos du cœur.

## Tour de chant
- L'ordre des titres est listé en respectant la chronologie du tour de chant. Les titres avec un astérisque sont repris sur l'album.

| Titre                                                                                            | Interprète(s)                                           | Paroles                              | Musique                              | Interprète(s) et album(s) original(aux)                                                                                    |
| ------------------------------------------------------------------------------------------------ | ------------------------------------------------------- | ------------------------------------ | ------------------------------------ | --- |
| Peur de rien blues                                                                               | Jean-Jacques Goldman                                    | Jean-Jacques Goldman                 | Jean-Jacques Goldman                 | Jean-Jacques Goldman (Entre gris clair et gris foncé)                                                                      |
| La Dame de Haute-Savoie                                                                          | Jean-Jacques Goldman                                    | Francis Cabrel                       | Francis Cabrel                       | Francis Cabrel (Fragile)                                                                                                   |
| Ton fils *                                                                                       | Jean-Jacques Goldman et Michel Sardou                   | Jean-Jacques Goldman                 | Jean-Jacques Goldman                 | Johnny Hallyday (Gang) |
| Rouge                                                                                            | Michel Sardou                                           | Michel Sardou - Didier Barbelivien   | Jacques Revaux                       | Michel Sardou (Io Domenico)                                                                                                |
| Elle en aura besoin plus tard                                                                    | Michel Sardou                                           | Michel Sardou - Didier Barbelivien   | Jacques Revaux                       | Michel Sardou (Le Successeur)                                                                                              |
| Les Yeux d'un animal                                                                             | Michel Sardou                                           | Michel Sardou - Didier Barbelivien   | Jacques Revaux                       | Michel Sardou (Vladimir Ilitch)                                                                                            |
| Sur la route de Memphis *                                                                        | Eddy Mitchell et Michel Sardou                          | Claude Moine                         | Tom T. Hall                          | Eddy Mitchell (Sur la route de Memphis)                                                                                    |
| À crédit et en stéréo                                                                            | Eddy Mitchell                                           | Claude Moine                         | Pierre Papadiamandis                 | Eddy Mitchell (Rocking in Nashville)                                                                                       |
| Couleur menthe à l'eau                                                                           | Eddy Mitchell                                           | Claude Moine                         | Pierre Papadiamandis                 | Eddy Mitchell (Happy Birthday)                                                                                             |
| Lèche-bottes blues                                                                               | Eddy Mitchell                                           | Claude Moine - Boris Bergman         | Pierre Papadiamandis                 | Eddy Mitchell (Ici Londres)                                                                                                |
| Le Cimetière des éléphants *                                                                     | Eddy Mitchell et Véronique Sanson                       | Claude Moine                         | Pierre Papadiamandis                 | Eddy Mitchell (Le Cimetière des éléphants)                                                                                 |
| Paranoia                                                                                         | Véronique Sanson                                        | Véronique Sanson                     | Véronique Sanson                     | Véronique Sanson (Moi le venin)                                                                                            |
| Un peu d'air pur, et hop (ou) Ma révérence (titre chanté en alternance, selon la représentation) | Véronique Sanson                                        | Véronique Sanson                     | Véronique Sanson                     | Véronique Sanson (Moi le venin) (7ème)                                                                                     |
| Allah                                                                                            | Véronique Sanson                                        | Véronique Sanson                     | Véronique Sanson                     | Véronique Sansonn (Moi le venin)                                                                                           |
| Je te donne                                                                                      | Jean-Jacques Goldman, Michael Jones et Véronique Sanson | Jean-Jacques Goldman - Michael Jones | Jean-Jacques Goldman                 | Jean-Jacques Goldman et Michael Jones (Non homologué)                                                                      |
| On m'attend là-bas *                                                                             | Jean-Jacques Goldman et Véronique Sanson                | Véronique Sanson                     | Véronique Sanson                     | Véronique Sanson (Le Maudit)                                                                                               |
| La Musique que j'aime *                                                                          | Johnny Hallyday et Véronique Sanson                     | Michel Mallory                       | Johnny Hallyday                      | Johnny Hallyday (Insolitudes)                                                                                              |
| Mirador                                                                                          | Johnny Hallyday                                         | Étienne Roda-Gil                     | David Hallyday                       | Johnny Hallyday (Cadillac)                                                                                                 |
| Le Bon Temps du rock and roll *                                                                  | Johnny Hallyday et Eddy Mitchell                        | Michel Mallory                       | George Jackson - Thomas E. Jones III | Johnny Hallyday (Hollywood)                                                                                                |
| Je t'attends *                                                                                   | Les Enfoirés                                            | Jean-Jacques Goldman                 | Jean-Jacques Goldman                 | Johnny Hallyday (Gang) |
| La Chanson des Restaurants du cœur *                                                             | Les Enfoirés                                            | Jean-Jacques Goldman                 | Jean-Jacques Goldman                 | Nathalie Baye, Coluche, Catherine Deneuve, Michel Drucker, Jean-Jacques Goldman, Yves Montand et Michel Platini (45 tours) |

## Musiciens
- Dominique Bertram : Basse
- Patrick Bourgoin : Saxophone
- Michael Jones / Basile Leroux / Norbert Krief / Hugo Ripoll : Guitare
- Bertrand Lajudie : Clavier
- Roger Loubet : Clavier
- Marcello Surace : Batterie
- Érick Bamy / Slim Batteux / Yvonnes Jones / Michel Chevalier : Chœurs

## Le disque
L'album live Tournée d'Enfoirés « c'est des mecs y chantent » (titre complet du disque), enregistré lors de la représentation au Zénith de Paris sort le 24 février 1990, il propose huit titres d'un récital qui en comptait vingt-et-un.
33 tours référence originale : PolyGram 842274-1,
- CD référence originale : PolyGram 842 274-2[7]

Un single au format 45 tours est également commercialisé le 3 février 1990.
45 tours référence originale : PolyGram 875050, :
- La chanson des restaurants du cœur (version live 1989, par Véronique Sanson, Johnny Hallyday, Eddy Mitchell, Michel Sardou, Jean-Jacques Goldman).
- La chanson des restaurants du cœur (première version de 1986, par Yves Montand, Nathalie Baye, Michel Drucker, Michel Platini, Catherine Deneuve, Jean-Jacques Goldman).

## Classements hebdomadaires
| Classement (1990) | Meilleure place |
| ----------------- | --------------- |
| France (SNEP)     | 2               |

## Certifications
| Pays          | Certification | Unités certifiées |
| ------------- | ------------- | ----------------- |
| France (SNEP) | 2 × Or        | 200 000           |